# Évák (X-akták)
Az Évák (eredeti cím: Eve) az X-akták című amerikai sci-fi sorozat 11. része. Kenneth Biller és Chris Brancato forgatókönyve alapján Fred Gerber rendezte. Vendégszereplőként Harriet Sansom Harris és Jerry Hardin tűnik fel, utóbbi mint Mélytorok. A epizód egy különálló, „Hét Szörnye”-sztorit mesél el és nem kapcsolódik a sorozat fő mitológiai vonalához. 
Mulder (David Duchovny) és Scully (Gillian Anderson) FBI-ügynök két, egymáshoz kísértetiesen hasonló gyilkossági ügyben nyomoz, melyet egymástól több ezer kilométerre történtek. Hamarosan rájönnek, hogy az áldozatok örökbefogadott lányainak közük van a kormány által létrehozott titkos emberklónozási projekthez.
Az Amerikai Egyesült Államokban 1993. december 10-én mutatták be először a Fox csatornán, összességében pozitív kritikákat kapott.

## Cselekmény
Greenwich, Connecticut: egy kocogó pár észreveszi a szomszéd kislányt, Teena Simmonst, aki egyedül álldogál. Állítása szerint apja egyedül akart lenni, de a férfit a közelben holtan találják egy hintában, két különös szúrásnyommal a nyakán. Fox Mulder és Dana Scully vállalja el a nyomozást. Mulder úgy hiszi, az eset a földönkívüliek marhacsonkításainak egyik példája, azonban most első alkalommal egy ember az áldozat. Teena azt állítja, vörös fényeket látott, mikor az apja meghalt és a „felhőből jött emberek” a vérét akarták venni
Az ügynökök a Kalifornia állambeli Marin megyébe utaznak, ahol a Reardon családban hasonló haláleset történt. Rádöbbenek, hogy a több ezer kilométeres távolság ellenére mindkét gyilkosságot ugyanazon a napon és ugyanabban az időben követték el. Connecticutben az állami gondozásba került Teenát egy sötét ruhás alak elrabolja.
Mulder és Scully találkozik Mrs. Reardonnal és kislányával, Cindyvel, aki Teena hasonmása. Cindy egy San Franciscó-i termékenységi klinikán fogant meg. Az ügynökök itt megtudják, hogy Simmonsékat és Reardonékat is Dr. Sally Kendrick kezelte, akit nemsokára elbocsátottak engedély nélkül végzett eugenikai kísérletei miatt. Mélytorok kapcsolatba lép Mulderrel és mesél neki egy titkos hidegháborús genetikai programról, amellyel klónozott embereket hoztak létre, nemüktől függően „Ádám”, illetve „Éva” névvel. A projekthez köthető egyik nő jelenleg elmegyógyintézetben van.
Az ügynökök felkeresik az intézetben az Éva 6 névre hallgató nőt, aki szinte megszólalásig hasonlít Sally Kendrickre. Éva 6 beszámol nekik arról, hogy a programban klónokat gyártottak extra kromoszómákkal, így emberfeletti intelligenciát és erőt adtak nekik, azonban ez agresszív gyilkossági hajlamot is előidézett náluk. Az utolsó három klónt – Éva 6, 7 és 8-at – intézetbe zárták, ezután a programot törölték. Azonban Éva 7 megszökött, Sally Kendrickként csatlakozott a termékenységi klinikához, ahol a klinika betegeinek petesejtjeinek módosításával megalkotott egy új Éva klónt. Éva 8 megszökött és még mindig életben van.
Mulder és Scully megfigyelés alatt tartja Cindy otthonát, de az egyik Éva így is elrabolja a kislányt. Egy hotelbe viszi, ahol Teenát is fogva tartja és bemutatja egymásnak a két lányt. A nő elmondja magáról, hogy ő Éva 7/Sally Kendrick és saját genetikai állományát felhasználva ő hozta létre őket, a korábbi projekt hibáit kijavítva. Csak azt tudja a lányokról, hogy fejlődésük felgyorsult, mikor mindketten megölték saját apjukat. Arra a kérdésre, honnan tudtak egymás létezéséről és hogyan tervelték ki nevelőapjuk megölését, a két lány annyit felel, „egyszerűen csak tudtuk”. A lányok halálos adag gyűszűvirágkivonattal megmérgezik Éva 7 italát. 
Mulder és Scully a motelba érnek és rátalálnak a nő holttestére. A lányok azt hazudják nekik, hogy Éva 7 és 8 csoportos öngyilkosságot akartak elkövetni. Az ügynökök magukkal viszik a két lányt. Éjszaka a csoport betér egy útszéli kamionparkolóba és üdítőket rendelnek. A lányok egyike gyűszűvirágot csempész az ügynökök italába. Mulder az asztalon különös foltokat vesz észre és rádöbben a lányok tervére, így megmenti Scully életét. Az ügynökök a menekülő lányok után erednek és sikerül elfogniuk őket.  
Teena and Cindy, immár Éva 9 és Éva 10 néven, ugyanabba az elmegyógyintézetbe kerül, mint Éva 6. Egy laborköpenyt viselő nő, akiben Cindy és Teena azonnal felismeri Éva 8-at, a helyszínre érkezik. Amikor megkérdezi a lányokat, honnan tudták, hogy eljön értük, ők kórusban annyit válaszolnak, „egyszerűen csak tudtuk”.

## Fordítás
- Ez a szócikk részben vagy egészben  az   Eve (The X-Files) című angol Wikipédia-szócikk fordításán alapul.  Az eredeti cikk szerkesztőit annak laptörténete sorolja fel. Ez a jelzés csupán a megfogalmazás eredetét és a szerzői jogokat jelzi, nem szolgál a cikkben szereplő információk forrásmegjelöléseként.